# Xiphidiopsis ocellata
Xiphidiopsis ocellata är en insektsart som beskrevs av Bei-bienko 1971. Xiphidiopsis ocellata ingår i släktet Xiphidiopsis och familjen vårtbitare. Inga underarter finns listade i Catalogue of Life.